# Protracheoniscus kalymnius
Protracheoniscus kalymnius là một loài chân đều trong họ Trachelipodidae. Loài này được Sfenthourakis miêu tả khoa học năm 1995.